# A. Bertram Chandler Memorial Award
Der A. Bertram Chandler Memorial Award ist ein australischer Literaturpreis, der seit 1992 für außergewöhnliche Leistungen im Bereich der Science-Fiction von der Australian Science Fiction Foundation verliehen wird.
Er ehrt das Andenken an die Leistungen des 1984 verstorbenen australischen Science-Fiction-Autors A. Bertram Chandler.
Der Preis wird meist jährlich von einer Jury bei der Australian National Science Fiction Convention verliehen, bei der auch die Ditmar Awards verliehen werden. Die Empfänger sind nicht unbedingt SF-Autoren, sondern auch Angehörige der SF-Fan-Szene oder Personen, die zur Popularität der SF beigetragen haben.
Die bisherigen Preisträger waren:
- 1992: Van Ikin
- 1993: Mervyn Binns
- 1994: George Turner
- 1995: Wynne Whiteford
- 1996: Grant Stone
- 1997: Susan Smith-Clarke
- 1999: Graham Stone
- 2001: John Bangsund
- 2002: John Foyster
- 2003: Lucy Sussex
- 2006: Lee Harding
- 2007: Bruce Gillespie
- 2009: Rosaleen Love
- 2010: Damien Broderick
- 2011: Paul Collins
- 2012: Richard Harland
- 2013: Russell B. Farr
- 2014: Danny Oz
- 2015: Donna Maree Hanson
- 2016: James Arthur Allen
- 2017: Bill Wright
- 2018: Edwina Harvey
- 2019: Alan Stewart
- 2020: Gillian Polack